# Comerica Bank Challenger 1992
Il Comerica Bank Challenger 1992 è stato un torneo di tennis facente parte della categoria ATP Challenger Series nell'ambito dell'ATP Challenger Series 1992. Il torneo si è giocato a Aptos negli Stati Uniti dal 20 al 26 luglio 1992 su campi in cemento.

## Vincitori

### Singolare
Alex O'Brien ha battuto in finale  Byron Black con il punteggio di 6–4, 2–6, 6–1

### Doppio
Paul Annacone /  Alex O'Brien hanno battuto in finale  Miguel Nido /  Peter Nyborg con il punteggio di 6–4, 4–6, 7–5